# Câmpia Al-Ghab

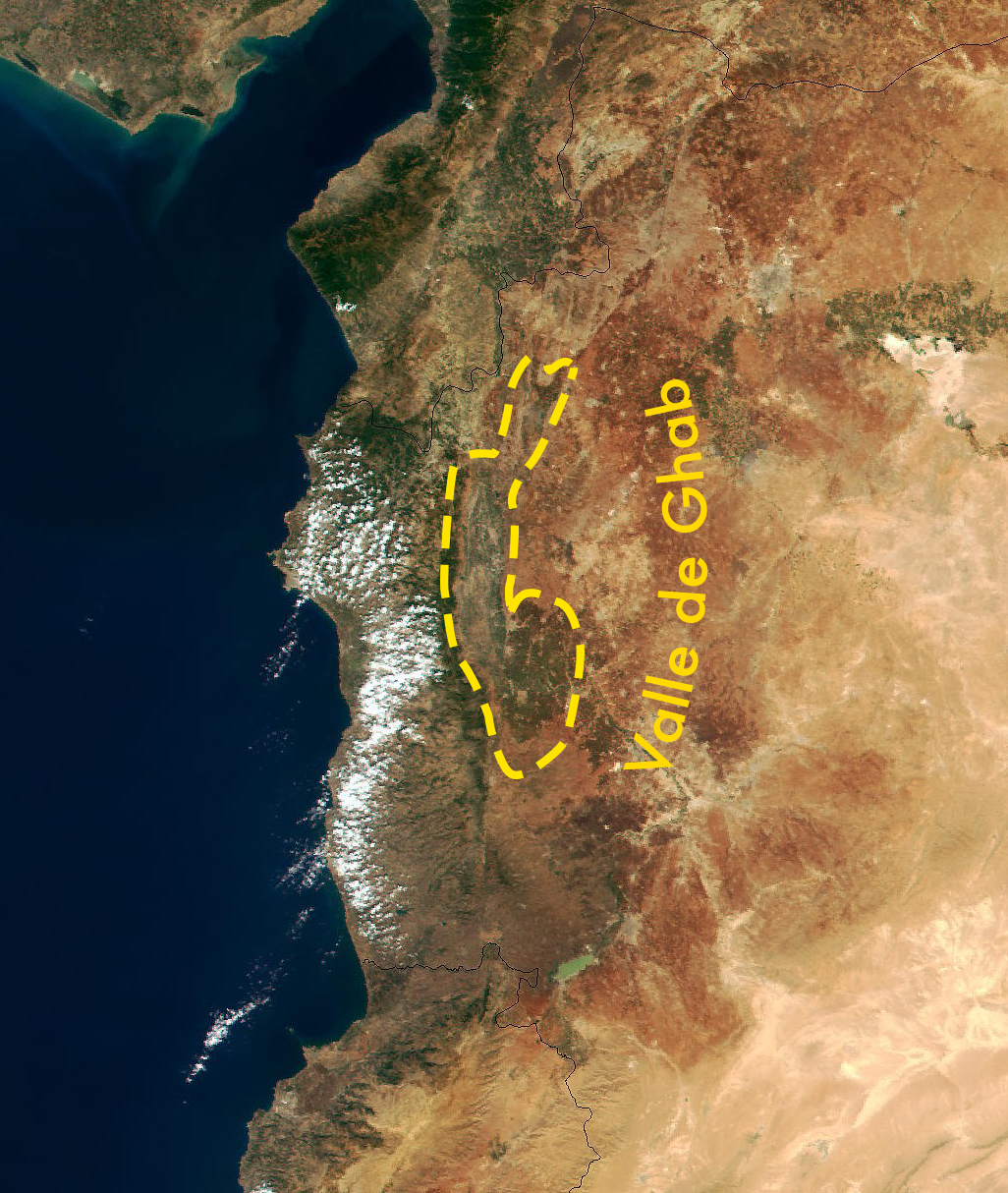
Câmpia Al-Ghab din nord-vestul Siriei

Câmpia Al-Ghab (în arabă سَهْلُ ٱلْغَابِ, transliterat: Sahl al-Ġāb, literal: Câmpia Pădurii) este o depresiune fertilă care se află în principal în Districtul Al-Suqaylabiyah din nord-vestul Siriei. Râul Orontes, care curge spre nord, intră în Câmpie lângă Muhradah, la aproximativ 25 km nord-vest de Hama.

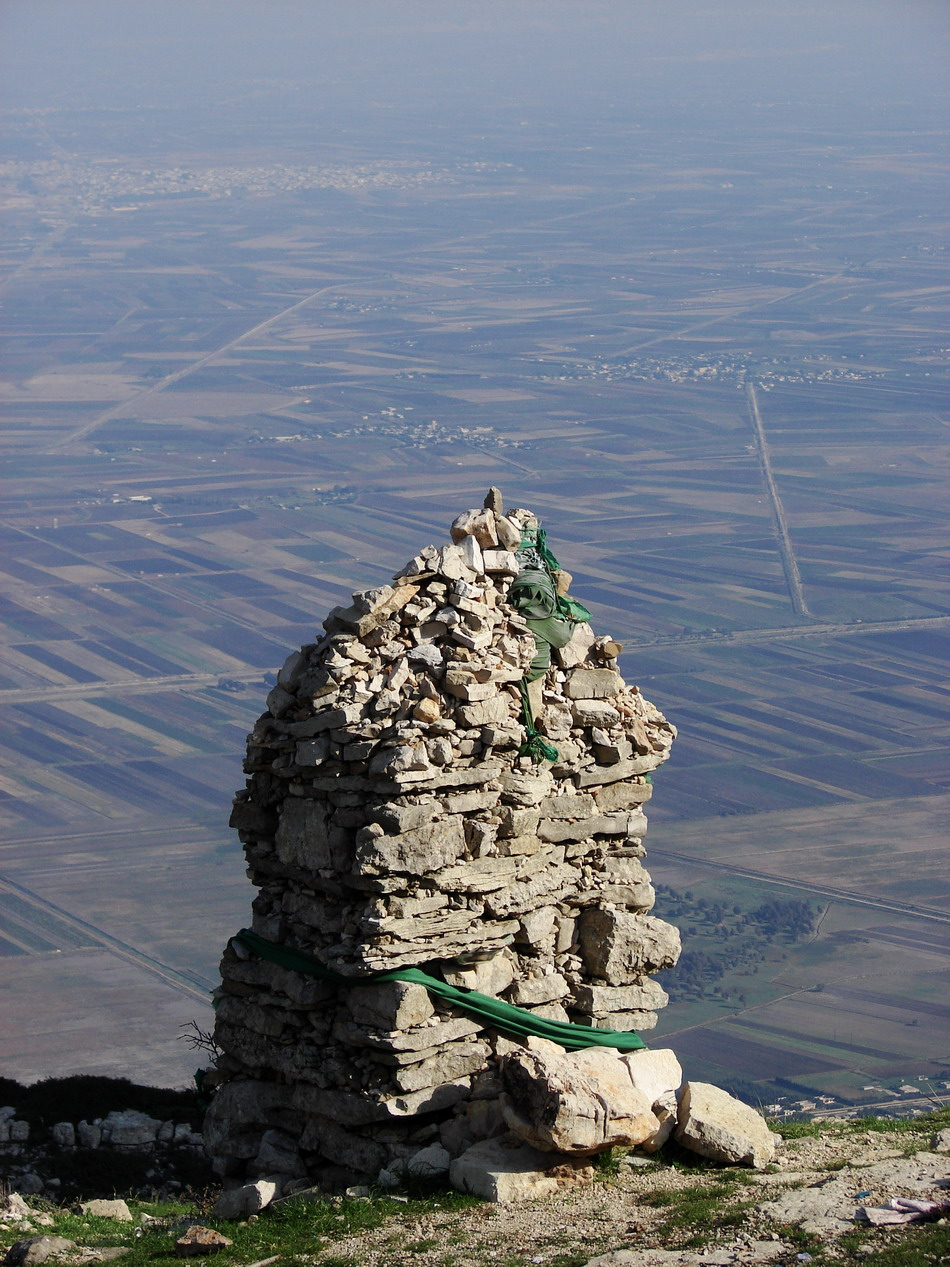
Sahl el Ghab

Valea a fost inundată timp de secole de apele râului Orontes, ceea ce a transformat-o într-o mlaștină. „Proiectul Ghab”, începând cu anii 1950, a drenat valea pentru a o face locuibilă, teren arabil, oferind un plus de 41.000 hectarei (160 mi2) de teren agricol irigat.
Valea separă munții al-Ansariyah la vest de lanțul muntos Zawiyah și regiunea podișului la est. Are 63 kilometri (39 mi) lungime și 12,1 kilometri (7,5 mi) lățime.

## Pescuit
Înainte de asanarea sa, Ghab a fost centrul pescuitului somnului (Silurus glanis) (sallōr sau samak aswad) din valea Orontes.

## Proiectul Ghab

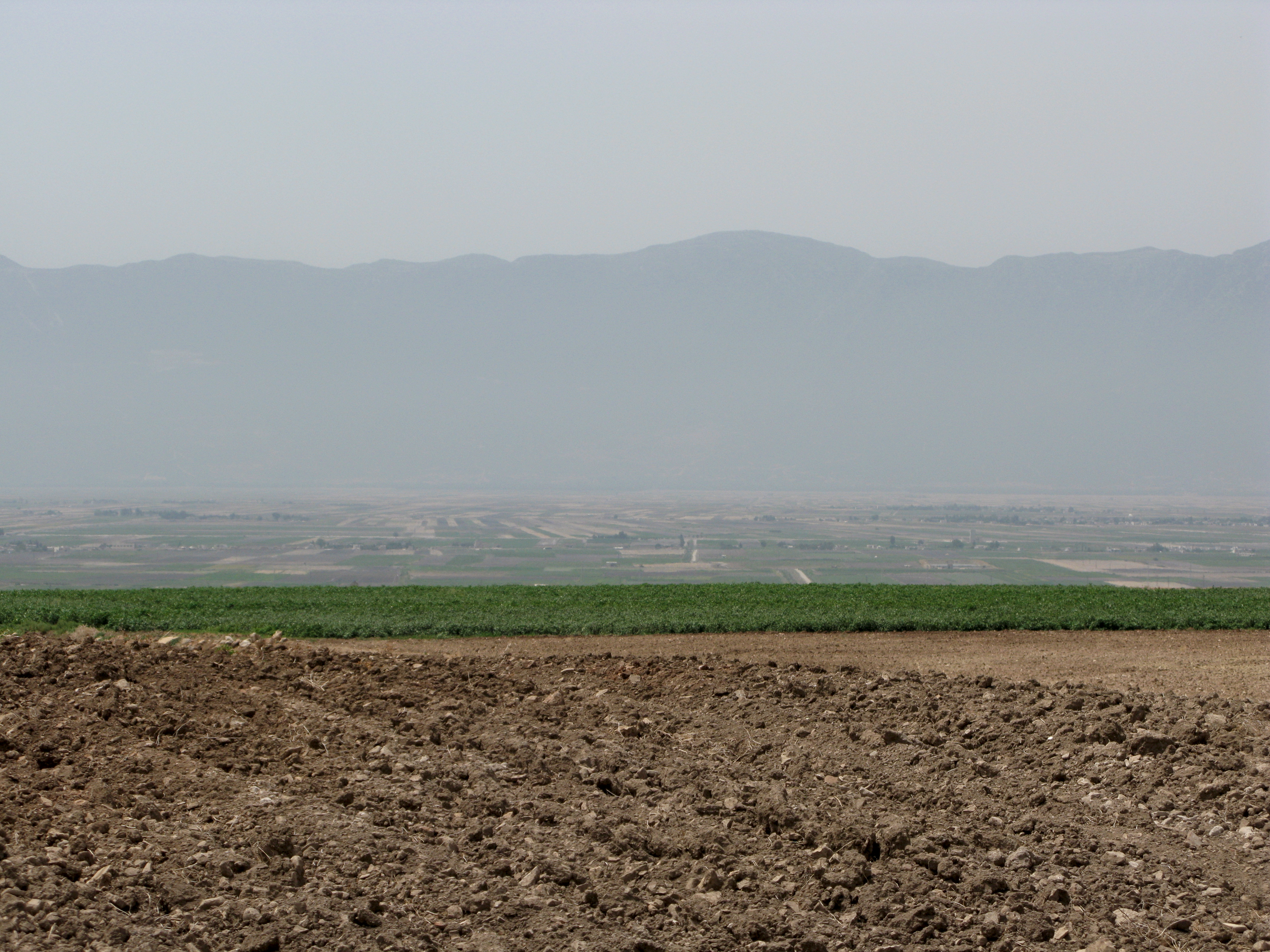
Câmpia Al-Ghab și munții de coastă sirieni văzuți din Apamea, Siria.

Proiectul a început în 1953 și este considerat unul dintre cele mai importante proiecte hidraulice din nordul Siriei. Datorită unei pante ușoare (0,10%) în Orontes în zona al-Asharinah, râul nu a furnizat suficientă apă teritoriilor înconjurătoare. Proiectul a drenat câmpia unde curgea râul Orontes. Câmpia a fost drenată în întregime în 1968 și a oferit pământ pentru 11.000 de familii.
Proiectul Ghab a făcut suprafețe mari adecvate agriculturii și au fost folosite noi sisteme de irigare. Sistemul includea baraj, rețele de canal pentru irigații și rețele de canale pentru drenaj. Baraje mari au fost construite în Mahardah, Zayzun, Qarqur și în alte sate. Barajul de la Mahardah, construit în 1961, are 40 metri (130 ft) înălțime și 200 metri (660 ft) lungime și deține 65.000.000 metru cubi (85.000.000 cu yd) de apă. Barajul Zeyzoun, construit în 1996, avea o înălțime de 32 metri (105 ft) și conținea maximum 71.000.000 metru cubi (93.000.000 cu yd) de apă; a eșuat în iunie 2002, ducând la moartea a 22 de persoane și la deplasarea a peste 2.000, deoarece o gaură mare s-a deschis în teras și a inundat 80 kilometri pătrați (31 mi2) din zona rurală în aval.
Alte avantaje ale proiectului Ghab au fost îmbunătățirile sistemelor de comunicație prin construirea de rețele rutiere și feroviare, imposibile până acum din cauza mlaștinilor. In plus, malaria a scazut pentru ca nu mai era apa stagnantă.

## Câmpia Al-Ruj
La nord-est de Câmpia Ghab se găsește o altă câmpie mai mică, cunoscută sub numele de Câmpia al-Ruj (bazinul Roujului) Este situată între Câmpia Ghab și Câmpia Amouk. Aceasta este o enclavă prosperă din punct de vedere agricol chiar la vest de orașul Idlib. Multe situri arheologice antice se află acolo.